# 丰特斯德瓦尔德佩罗
丰特斯德瓦尔德佩罗，是西班牙卡斯蒂利亚-莱昂帕伦西亚省的一个市镇。 总面积43平方公里，总人口234人（2001年），人口密度5人/平方公里。